# Rhinobatos sainsburyi
Rhinobatos sainsburyi is een vissensoort uit de familie van de vioolroggen (Rhinobatidae). De wetenschappelijke naam van de soort is voor het eerst geldig gepubliceerd in 2004 door Last.